# 3,7 cm FlaK
La 3,7 cm FlaK era una serie di cannoni automatici antiaerei tedeschi della seconda guerra mondiale. Furono prodotte sia varianti trainate che semoventi. Grazie alla flessibilità delle armi e delle dottrine, i FlaK furono usati anche per il supporto di fuoco alle fanterie ed i pezzi da 3,7 cm non fecero eccezione. Con la sconfitta della Germania, la produzione dei 3,7 cm FlaK cessò ed i pezzi in circolazione furono gradualmente rimpiazzati dai Bofors 40 mm e, più tardi, dai 35 mm GDF Oerlikon svizzeri.

## Sviluppo
Il primo modello della serie da 37 mm fu sviluppato dalla Rheinmetall nel 1935 come 3,7 cm FlaK 18. Era dotato di canna lunga 57 calibri e gittata utile di 4.800 m. La capacità di penetrazione era considerevole usando l'apposito proiettile perforante esplosivo PzGr 18, penetrando 36 mm di piastra d'acciaio a 100 m inclinata a 60° e 24 mm a 800 m. Il fuoco automatico aveva una cadenza di tiro pratica di 80 colpi al minuto. L'arma pesava in ordine di combattimento 1.750 kg ed in ordine di marcia, con i due assali montati, 3.560 kg.
Il FlaK 18 fu prodotto in piccoli numeri fino al 1936. Lo sviluppo continuò, in particolare per sostituire l'affusto ruotato a due assi con uno ad asse singolo, ottenendo un pezzo da 1.550 kg in batteria e 2.400 in marcia, denominato 3,7 cm FlaK 36. Le caratteristiche balistiche della bocca da fuoco rimasero invariate, a parte la cadenza di tiro pratica portata a 120 colpi al minuto (250 teorici). Un sistema di puntamento semplificato venne introdotto nel 1937, ottenendo così il 3,7 cm FlaK 37, peraltro identico al precedente; quest'ultimo fu acquistato dalla Finlandia ed immesso in servizio con la denominazione 37 ITK 47. Le varianti 36 e 37 furono quelle prodotte in maggior quantità.

## Tun antiaerian Rheinmetall calibru 37 mm model 1939
Nel 1938 il Regno di Romania acquistò la licenza per la produzione locale di 360 cannoni, ufficialmente designati Tun antiaerian Rheinmetall calibru 37 mm model 1939 ("cannone antiaereo Rheinmetall da 37 mm modello 1939"), da realizzare presso lo stabilimento Astra di Brașov. Nel maggio 1941 erano stati prodotti 102 pezzi; ad ottobre 1942 il rateo di produzione era di 6 pezzi al mese.

### Flakpanzer Mareșal
Nel giugno 1944 i tedeschi proposero una versione semovente antiaereo del cacciacarri romeno Mareșal, armato con un cannone da 36 mm binato e denominato Flakpanzer Mareșal. Tuttavia il progetto non venne mai realizzato.

## FlaK M42U
Il 3,7 cm FlaK M42U era la versione navale del 3,7 cm FlaK, impiegato dalla Kriegsmarine sugli U-Boot VII e Tipo IX. Questo modello era basato sulla precedente versione 3,7 cm FlaK SK C/30 sviluppato dalla Rheinmetall. Il M42U impiegava diversi tipi di affusto ed entrò in servizio nell'autunno 1943.

### Impianto LM 42U
L'affusto LM 42U fu sviluppato specificatamente per il 3,7 cm FlaK M42U. Era azionato da 3 uomini, più un caricatore.

### Impianto LM 43U
La versione LM 43U fu quella definitiva usata sugli U-Boot, evoluzione della precedente. Venne installata sui tre sommergibili U-1171, U-1305 e U-1306.

### Impianto DLM 42U
L'affusto binato DLM 42U era basato sul LM 42U ed era armato con due cannoni 3,7 cm FlaK M42U affiancate. Questa fu la migliore arma contraerea usata dalla Kriegsmarine durante la seconda guerra mondiale. Troppo pesante per i Tipo VII, venne installata principalmente sui sommergibili Tipo IX. 

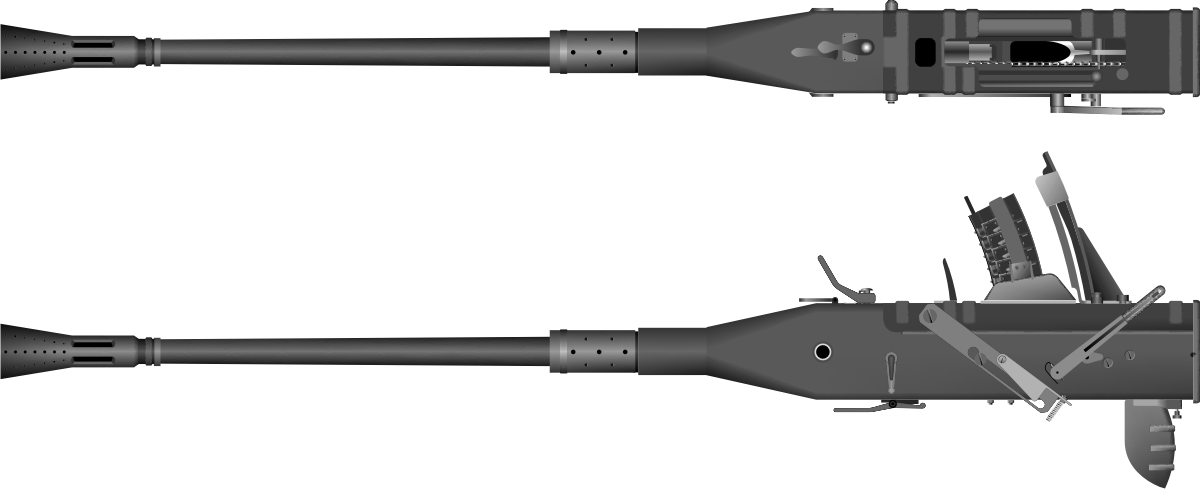
Un 3,7 cm FlaK M42U imbarcato su un U-Boot.
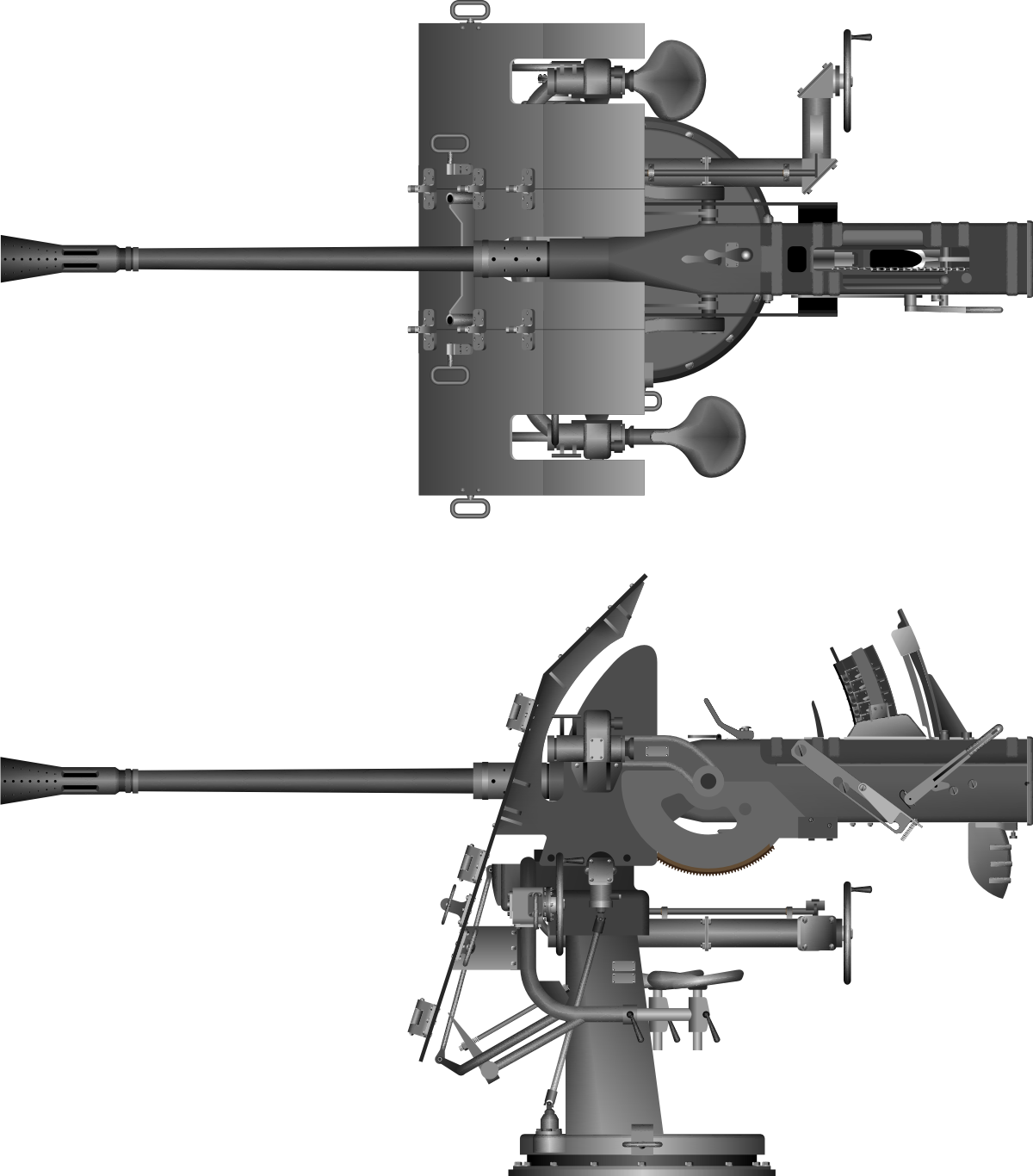
Cannone 3,7cm FlaK M42U su impianto navale singolo LM 42U.
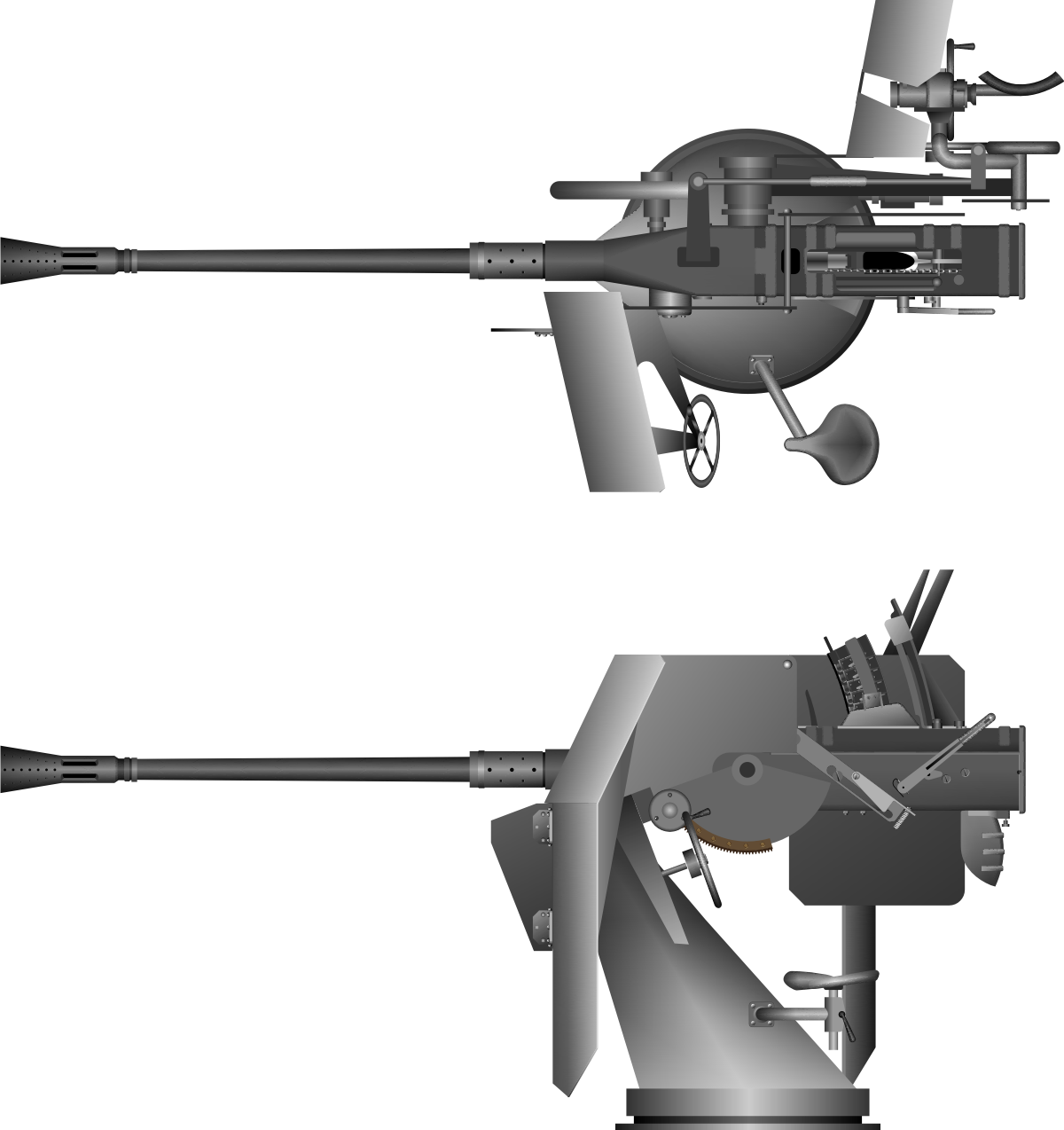
Cannone 3,7cm FlaK M42U su impianto navale singolo LM 43U.
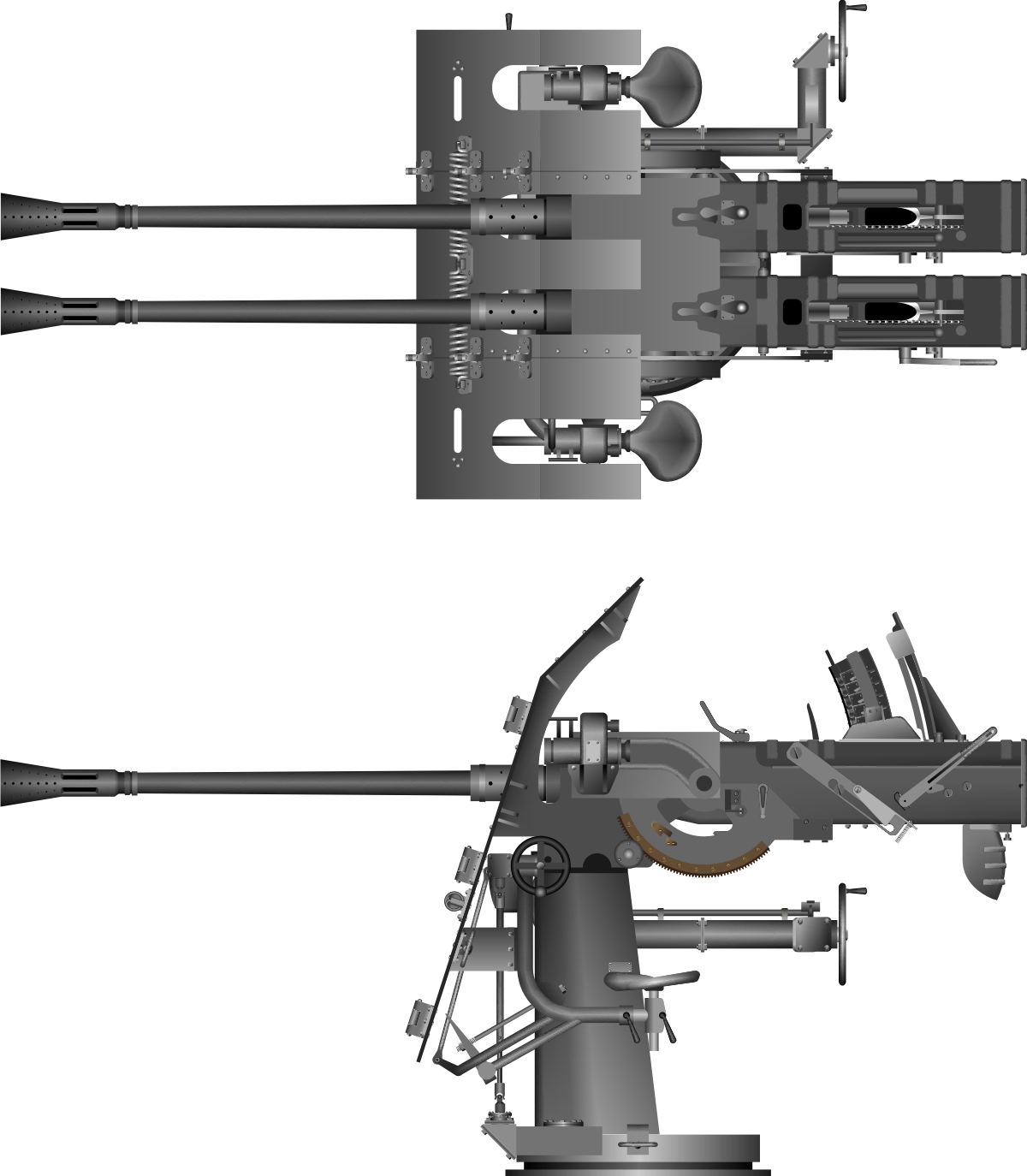
Due cannoni 3,7cm FlaK M42U su impianto navale binato DLM 42U.

## FlaK 43

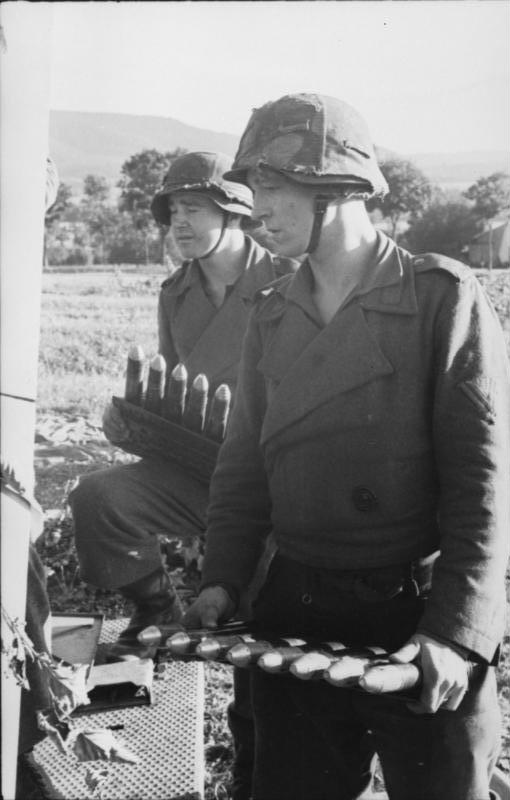
Serventi tedeschi porgono le clip di munizioni di un 3,7 cm Flakzwilling 43.

Sul 3,7 cm FlaK 43 furono introdotte radicali innovazioni rispetto ai modelli precedenti. Un nuovo otturatore operato a sottrazione di gas aumentò la cadenza di tiro a 150 colpi al minuto, mentre il peso scendeva a 1.250 kg in batteria e 2.000 in marcia.
Del nuovo modello venne anche prodotta la versione binata 3,7 cm Flakwilling 43, considerata però troppo ingombrante e pesante.
Molti FlaK 37, molto diffusi nei reparti dello Heer, vennero spesso installati sui diffusi semicingolati Sd.Kfz. 7 o, più tardi, sui schwerer Wehrmachtschlepper, mentre i FlaK 43, più diffusi presso la Luftwaffe, furono usati quasi esclusivamente come cannoni semoventi, andando ad equipaggiare i Flakpanzer IV Möbelwagen prima ed i Flakpanzer IV Ostwind più tardi.